# فلاديمير تريتياكوف
فلاديمير إيفجينيفيتش تريتياكوف (بالروسية: Влади́мир Евге́ньевич Третьяко́в)‏؛ (12 ديسمبر 1936 - 8 يناير 2021) رياضياتي روسي، كان عميدًا لجامعة الأورال الحكومية من 1993 إلى 2006، ورئيسًا لها حتى وفاته في 8 يناير 2021.